# Idobrium voeltzkowi
Idobrium voeltzkowi är en skalbaggsart som beskrevs av Hermann Julius Kolbe 1902. Idobrium voeltzkowi ingår i släktet Idobrium och familjen långhorningar.
Artens utbredningsområde är Seychellerna. Inga underarter finns listade i Catalogue of Life.